# Johann-Philipp-Reis-Preis

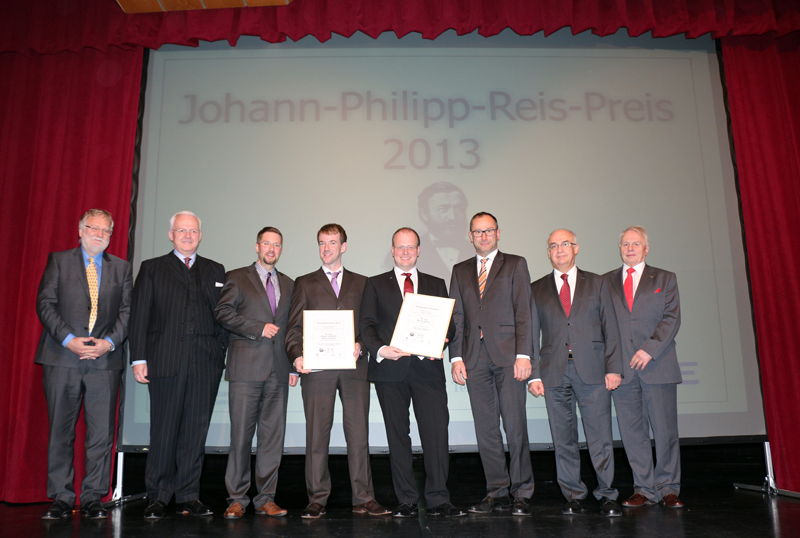
Premio del 2013 a Gelnhausen. Giuria, sindaco Thorsten Stolz con premiati.

Il Johann-Philipp-Reis-Preis è un premio in ambito scientifico-tecnico tedesco, in onore dell'inventore Johann Philipp Reis.

## Fondazione
Nel 1987, in occasione del 125º anniversario della prima apparizione del telefono di Reis, la città natale dello scienziato, Gelnhausen, insieme alla città di Friedrichsdorf im Taunus dove Reis ha vissuto e a Verband der Elektrotechnik, Elektronik und Informationstechnik e Deutsche Bundespost Telekom, istituì un premio di 20 000 marchi tedeschi (oggi di 10 000 euro) da conferire a meritevoli in ambito tecnico scientifico.
Il premio viene conferito ogni due anni a persone con non più di 40 anni di età.

## Premiati
| #   | Anno | Nome               | Istituto                                          | Titolo del lavoro |
| --- | ---- | ------------------ | ------------------------------------------------- | --- |
| 1.  | 1987 | Dietmar Hohm       |                                                   | Kapazitive Silizium-Sensoren für Hörschallanwendungen |
| 2.  | 1989 | M. Strafner        |                                                   | Einchip-Lösung für den Anschluss von Endgeräten |
| 2.  | 1989 | G. Weinberger      |                                                   | |
| 3.  | 1991 | Reinhard Lerch     |                                                   | Analyse hochfrequenter akustischer Felder in Oberflächenwellenfilter-Komponenten |
| 4.  | 1993 | Alfred Felder      |                                                   | 25 GHz and up to 40 Gb/s ICs in a 0,8 µm Selective Epitaxial Silicon Bipolar Technology |
| 5.  | 1995 | Herbert Reininger  |                                                   | Stochastische und neuronale Konzepte zur automatischen Spracherkennung |
| 6.  | 1997 | Peter Jung         |                                                   | A Generalized View on Multicarrier CDMA Mobile Radio Systems with Joint Detection |
| 6.  | 1997 | Friedbert Berens   |                                                   | |
| 6.  | 1997 | Jörg Plechinger    |                                                   | |
| 7.  | 1999 | Jiri Navratil      |                                                   | Untersuchungen zur automatischen Sprachen-Identifikation auf der Basis der Phonotaktik, Akustik und Prosodie |
| 8.  | 2001 | Ute Jekosch        | Ruhr-Universität Bochum                           | Sprache hören und beurteilen: Ein Ansatz zur Grundlegung der Sprachqualitätsbeurteilung („interdisziplinäre Studien über die Erwartungen der Benutzer an gesprochene Sprache und die Nachbildung von Sprache durch Maschinen“) |
| 9.  | 2003 | Henning Puder      | TU Darmstadt                                      | Geräuschreduktionsverfahren mit modellbasierten Ansätzen für Freisprecheinrichtungen in Kraftfahrzeugen („Geräuschreduktion bei Freisprecheinrichtungen in Kraftfahrzeugen“) |
| 9.  | 2003 | Peter Jax          | RWTH Aachen                                       | Verbesserung bandbegrenzter Sprachsignale: Algorithmen und theoretische Grenzen („künstlichen Bandbreitenerweiterung von Telefonsprache“) |
| 10. | 2005 | Ralf Müller        |                                                   | - Wissenschaftliche Arbeiten zur asymptotischen Analyse der spektralen Effizienz von CDMA-Übertragungsverfahren bei unterschiedlichen Detektionsprinzipien - Entwicklung neuer Modelle für MIMO-Kanäle - Entwicklung neuer Entzerrungs- und Multiuser-Detektionsverfahren (verbesserte Datenübertragung im mobilen Internet) |
| 10. | 2005 | Robert Fischer     | Friedrich-Alexander-Universität Erlangen-Nürnberg | Precoding and Signal Shaping for Digital Transmission (verbesserte Datenübertragung im mobilen Internet) |
| 11. | 2007 | Martin Schubert    | TU Berlin                                         | Fundamentale Beiträge zur schichtenübergreifenden Optimierung („Schichtübergreifende Optimierung als zentrale Technik zur Steigerung der spektralen Effizienz von Mobilfunksystemen“) |
| 11. | 2007 | Holger Boche       |                                                   | - QoS-Based Resource Allocation and Transceiver Optimization (Foundations & Trends in Communications & Information Theory, Bd. 6, Nr. 6, Boston, Delft, 2005) - Solution of the Multiuser Downlink Beamforming Problem with Individual SINR Constraints (IEEE Transactions of Vehicular Technology, Bd. 53, Nr. 1, Jan. 2004) - A Generic Approach to QoS-Based Transceiver Optimization (IEEE Transactions on Communications, 2007) - Iterative Multiuser Uplink and Downlink Beamforming under SINR Constraints (IEEE Transactions on Signal Processing, Bd. 53, Nr. 7, Juli 2005) - Resource Allocation in Multiantenna Systems Optimizing a Sum of Inverse SIR (IEEE Transactions on Signal Processing, Bd. 53, Nr. 7, Juli 2005) („Schichtübergreifende Optimierung als zentrale Technik zur Steigerung der spektralen Effizienz von Mobilfunksystemen“) |
| 12. | 2009 | Sebastian Möller   | TU Berlin                                         | Leistungen auf den Gebieten der Sprachsignalverarbeitung, der Telekommunikation und der Mensch-Maschine-Interaktion. Prof. Möller gilt heute als einer der führenden Experten der Qualitätsbeurteilung und der benutzerfreundlichen Gestaltung von Kommunikationsnetzen und multimodalen interaktiven Systemen und Diensten. |
| 13. | 2011 | Patrick Marsch     | Nokia/Siemens                                     | Einführung des „Kooperativen Übertragungsverfahrens“ (Coordinated Multi-Point, CoMP) im Mobilfunk, bei dem Basisstationen kooperativ Signale an Endgeräte senden oder von diesen empfangen, um Signalenergie aus Interferenzen zu gewinnen. |
| 13. | 2011 | Alexander Raake    | TU Berlin                                         | Forschungs- und Entwicklungsprojekte (u. a. „HiQ Voice“) für innovative Sprachdienste. |
| 14. | 2013 | Bernd Geiser       | Javox Solutions GmbH, Aachen                      | Im Rahmen seiner an der RWTH Aachen angefertigten Doktorarbeit wurden neuartige Algorithmen und Verfahren zur Verbesserung der Sprachqualität beim Telefonieren (Mobil, Festnetz und Voice over IP) entwickelt, wobei umfangreiche und kostspielige Umbauten des Übertragungsnetzes entfallen können. Eine Lösung ist beispielsweise die versteckte Übertragung von Zusatzinformation mittels Steganographie. Aus den versteckt übertragenen Daten kann das empfangende Handy zusätzliche Audiofrequenzen erzeugen, was die Sprachqualität merklich erhöht. Es sind lediglich die Endgeräte auszutauschen. |
| 14. | 2013 | Rafael F. Schaefer | TU München                                        | In drei Arbeiten entwickelte er Übertragungsverfahren für die abhörsichere Kommunikation in drahtlosen Netzwerken wie dem Mobilfunk. Er bewies unter anderem mit Hilfe eines speziellen Sicherheitskriteriums, dass die vertrauliche Nachricht beweisbar sicher vor Abhören ist. Gleichzeitig zeigte er auf, wie sichere und öffentliche Nachrichten so effizient wie möglich gleichzeitig übertragen werden können und sich ein Kapazitätsproblem in bestimmen Kommunikationskanälen lösen lässt. |
| 15. | 2015 | Sander Wahls       | Università tecnica di Delft                       | Arbeiten zur Verbesserung der Übertragungsqualität in optischen Fasern |
| 16. | 2017 | Georg Böcherer     | Technische Universität München                    | Arbeiten zur kanalangepassten Signalumformung bei der digitalen Nachrichtenübertragung |